# Navegabilidade

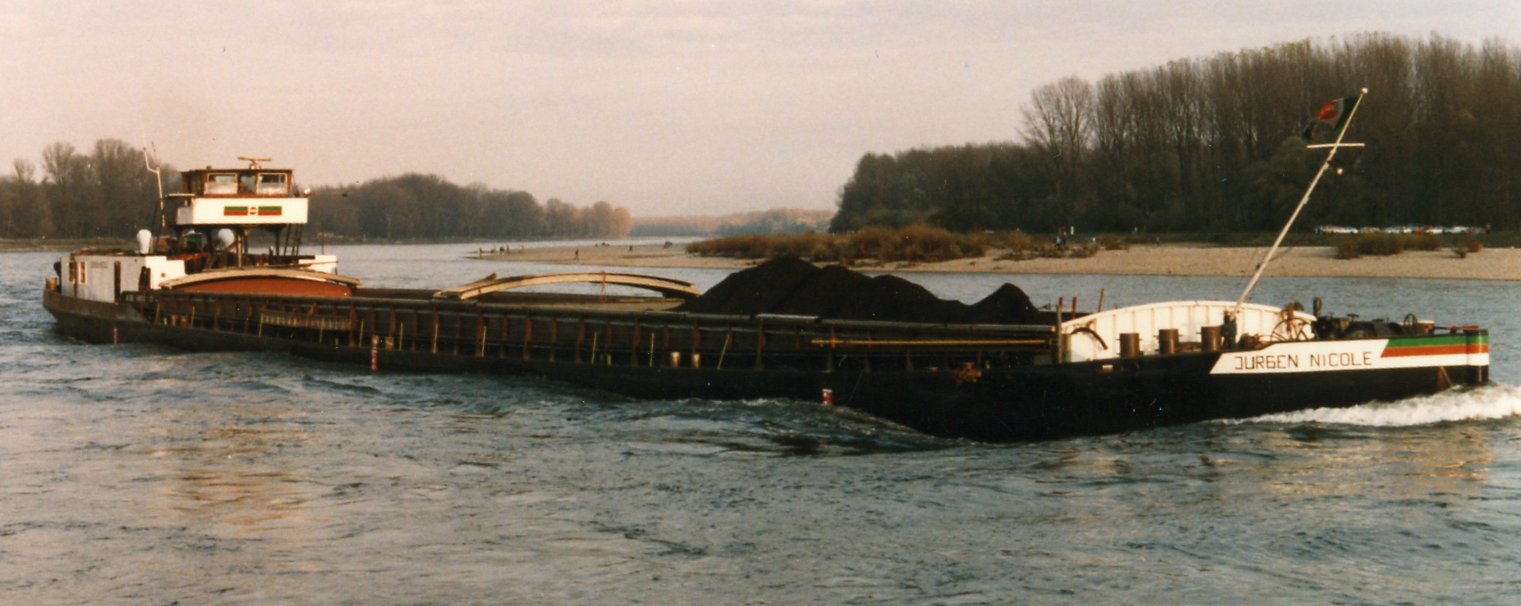
Balsa transportando carvão sobre o rio Reno, Alemanha

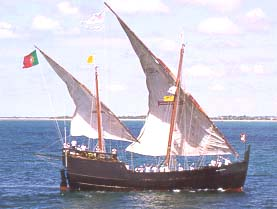
Réplica de caravela portuguesa (foto da Marinha do Brasil)

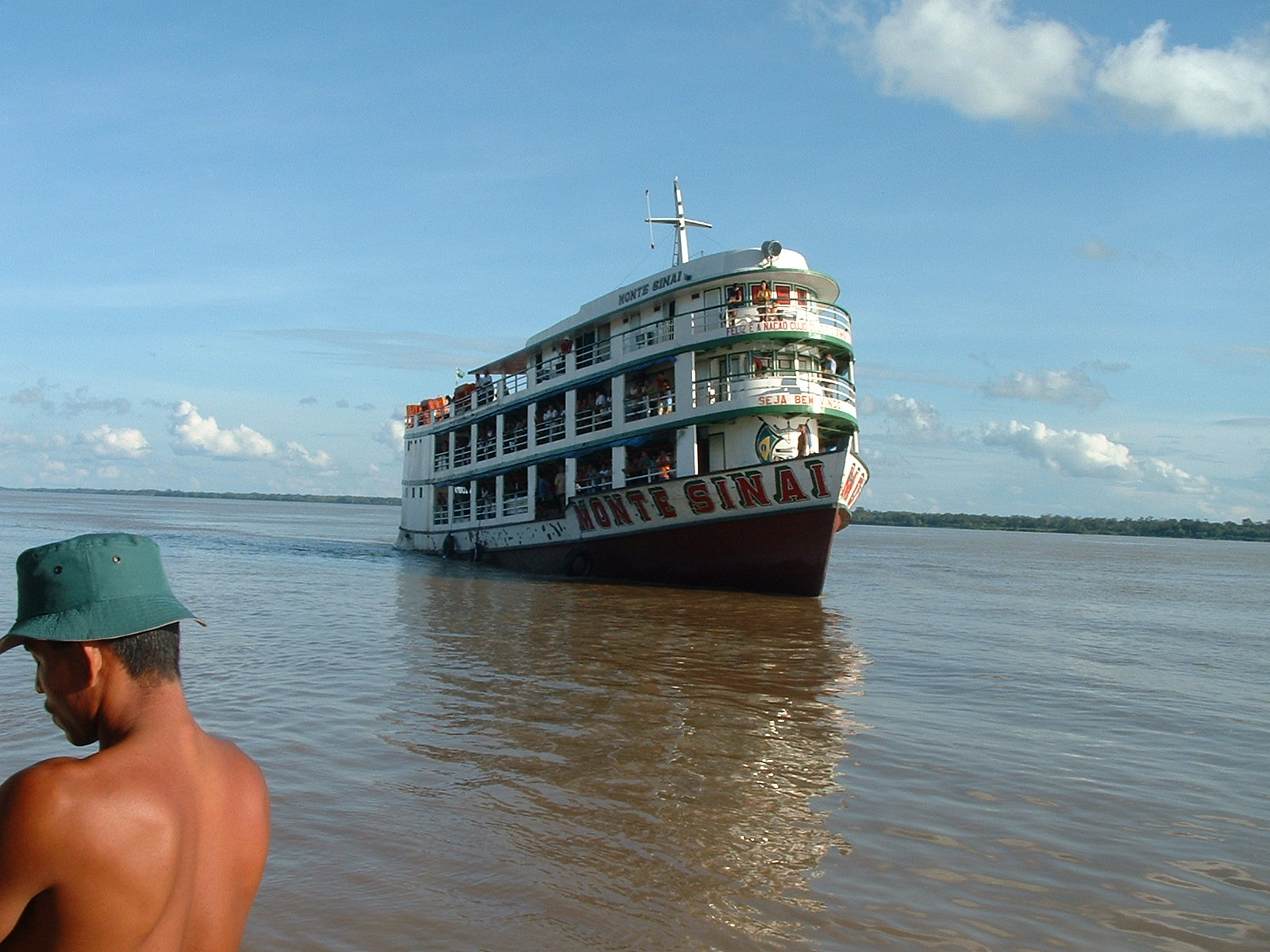
O rio Amazonas é um exemplo de rio navegável

Navegabilidade é a propriedade, ou capacidade, originalmente atribuída a um barco, lancha, veleiro, iate, navio ou qualquer tipo de veículo aquaviário de estar em condição adequada de navegação ou de atender padrões de segurança aceitáveis de projeto, de fabricação, de manutenção e de utilização para o transporte náutico de pessoas, de bagagens ou de cargas, em um meio aquático, seja rio, hidrovia, lago, mar ou oceano.
Pode também significar a qualidade de um meio aquático ser navegável (em latim: navigabile), também chamado poeticamente de navígero, isto é, de poder ser percorrido livremente por barcos ou navios, sem obstáculos ou restrições intransponíveis, e de forma segura.

## Em outros meios
Por extensão do mesmo conceito, com o advento da aviação, aeronavegabilidade é a propriedade ou capacidade de navegação aérea ou de aeronavegação de uma aeronave. E, analogamente, pode também significar a capacidade de um espaço aéreo ser livremente navegável por aeronaves, sem obstáculos ou restrições intransponíveis, e de forma segura.
Com o surgimento da espaçonáutica (ou navegação espacial), ampliando-se ainda mais o conceito, a espaçonavegabilidade (ou navegabilidade espacial) é a propriedade ou capacidade de navegação de uma espaçonave no espaço sideral. Também por analogia, pode significar a capacidade de uma região do espaço sideral ser livremente navegável por espaçonaves, sem obstáculos ou restrições intransponíveis, e de forma segura.
Por último, com a cibernética e a navegação no ciberespaço, a cibernavegabilidade é a propriedade ou capacidade de navegação que possui a interface de um portal na internet, ou o próprio software navegador, de facilitar ao usuário chegar ao seu destino da maneira mais eficiente possível, e de forma segura. Corresponde à qualidade da "estrutura viária" e/ou do "veículo" que dá acesso ao conteúdo das informações no portal (ou "site").